# Setellia afra
Setellia afra är en tvåvingeart som beskrevs av Robineau-desvoidy 1830. Setellia afra ingår i släktet Setellia och familjen Richardiidae. Inga underarter finns listade i Catalogue of Life.